# Liste des monuments historiques d'Auch
Ce tableau présente la liste de tous les monuments historiques classés ou inscrits dans la ville d'Auch, Gers, en France.

## Liste
| Monument                                                          | Adresse                                                  | Coordonnées                      | Notice         | Protection     | Date      | Illustration                                                      |
| ----------------------------------------------------------------- | -------------------------------------------------------- | -------------------------------- | -------------- | -------------- | --------- | ----------------------------------------------------------------- |
| Allées d'Étigny                                                   |                                                          | 43° 38′ 50″ nord, 0° 35′ 00″ est | « PA00094699 » | Inscrit        | 1947      | Allées d'Étigny                                                   |
| Carmel d'Auch                                                     | 6 rue Edgar-Quinet                                       | 43° 38′ 47″ nord, 0° 34′ 56″ est | « PA00094701 » | Inscrit        | 1979      | Image manquante Téléverser                                        |
| Cathédrale Sainte-Marie                                           | Place de la République Place Salinis Rue Arnaud-de-Moles | 43° 38′ 47″ nord, 0° 35′ 09″ est | « PA00094702 » | Classé         | 1906      | Cathédrale Sainte-Marie                                           |
| Château de Marin                                                  | Route de Pessan                                          | 43° 37′ 50″ nord, 0° 36′ 32″ est | « PA00094703 » | Inscrit        | 1973      | Image manquante Téléverser                                        |
| Château de Saint-Cricq                                            |                                                          | 43° 39′ 46″ nord, 0° 37′ 54″ est | « PA00094704 » | Inscrit        |           | Image manquante Téléverser                                        |
| Collège Salinis                                                   | Rue Édouard-Lartet                                       | 43° 38′ 43″ nord, 0° 35′ 06″ est | « PA00094714 » | Inscrit        | 1947      | Collège Salinis                                                   |
| Couvent des Carmélites                                            | 12 place Saluste-du-Bartas                               | 43° 38′ 46″ nord, 0° 35′ 02″ est | « PA00094705 » | Inscrit        | 1973      | Couvent des Carmélites                                            |
| Couvent des Cordeliers                                            |                                                          | 43° 38′ 51″ nord, 0° 35′ 03″ est | « PA00094706 » | Classé Inscrit | 1923 1933 | Couvent des Cordeliers                                            |
| Enceinte                                                          | Rue des Pénitents-Bleus                                  | 43° 38′ 51″ nord, 0° 35′ 13″ est | « PA00094708 » | Classé         | 1964      | Enceinte                                                          |
| Escalier monumental                                               |                                                          | 43° 38′ 44″ nord, 0° 35′ 14″ est | « PA00132674 » | Inscrit        | 1994      | Escalier monumental                                               |
| Ferme fortifiée de Peypoc                                         |                                                          | 43° 41′ 05″ nord, 0° 37′ 00″ est | « PA00125585 » | Inscrit        | 1993      | Image manquante Téléverser                                        |
| Halle aux grains                                                  | Place Jean David                                         | 43° 38′ 53″ nord, 0° 35′ 06″ est | « PA00094709 » | Inscrit        | 1941      | Image manquante Téléverser                                        |
| Hôpital Pasteur-Saint-Augustin                                    | Rue Pasteur                                              | 43° 38′ 40″ nord, 0° 35′ 22″ est | « PA32000015 » | Inscrit        | 2004      | Hôpital Pasteur-Saint-Augustin                                    |
| Hôtel de préfecture du Gers (Ancien palais archiépiscopal d'Auch) | Rue Arnaud-de-Moles                                      | 43° 38′ 48″ nord, 0° 35′ 12″ est | « PA00094700 » | Inscrit        | 1930 1944 | Hôtel de préfecture du Gers (Ancien palais archiépiscopal d'Auch) |
| Hôtel de ville                                                    | 1 place de la Libération                                 | 43° 38′ 49″ nord, 0° 34′ 59″ est | « PA00094710 » | Inscrit        | 1947      | Hôtel de ville                                                    |
| Immeuble                                                          | 5 rue Arnaud-de-Moles                                    | 43° 38′ 48″ nord, 0° 35′ 09″ est | « PA00094711 » | Inscrit        | 1944      | Image manquante Téléverser                                        |
| Intendance                                                        | 17 rue Dessoles                                          | 43° 38′ 51″ nord, 0° 35′ 08″ est | « PA00094713 » | Inscrit        | 1973      | Intendance                                                        |
| Maison                                                            | 3 rue Dessoles                                           | 43° 38′ 49″ nord, 0° 35′ 05″ est | « PA00094716 » | Inscrit        | 1944      | Image manquante Téléverser                                        |
| Maison Henri IV                                                   | 22 rue d'Espagne                                         | 43° 38′ 43″ nord, 0° 35′ 04″ est | « PA00094712 » | Inscrit        | 1945      | Maison Henri IV                                                   |
| Maison de la Treille                                              | 25 rue Marceau                                           | 43° 39′ 01″ nord, 0° 35′ 21″ est | « PA00094717 » | Inscrit        | 1975      | Image manquante Téléverser                                        |
| Musée des Jacobins                                                | 4 place Louis-Blanc                                      | 43° 38′ 50″ nord, 0° 35′ 15″ est | « PA00094707 » | Inscrit        | 1976      | Musée des Jacobins                                                |
| Maison Fedel                                                      | 1 rue Dessoles Place de la Cathédrale                    | 43° 38′ 48″ nord, 0° 35′ 06″ est | « PA00094715 » | Classé         | 1932      | Maison Fedel                                                      |
| Pigeonnier de Jourdanis                                           |                                                          | 43° 39′ 36″ nord, 0° 36′ 39″ est | « PA00094718 » | Inscrit        | 1973      | Image manquante Téléverser                                        |
| Prieuré de Saint-Orens d'Auch                                     |                                                          | 43° 38′ 54″ nord, 0° 35′ 19″ est | « PA00094719 » | Inscrit        | 1947      | Prieuré de Saint-Orens d'Auch                                     |
| Tour d'Armagnac ou du Sénéchal                                    |                                                          | 43° 38′ 45″ nord, 0° 35′ 12″ est | « PA00094720 » | Classé         | 1945      | Tour d'Armagnac ou du Sénéchal                                    |